# Betty Boop

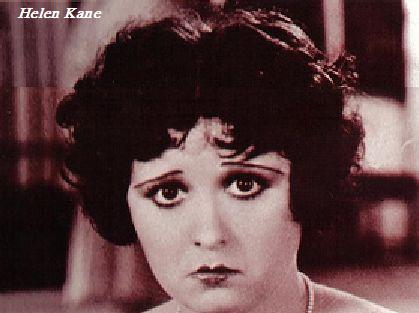
Helen Kane, een waarschijnlijke inspiratiebron voor Betty Boop

Betty Boop is een Amerikaans strip- en tekenfilmfiguur.
Mae Questel was de stem van Betty Boop, zij deed tevens de stem voor Olijfje, uit de Popeye-tekenfilms. Films met Betty Boop werden geproduceerd door Max Fleischer en uitgebracht door Paramount Pictures.

## Ontwikkeling
Betty was gebaseerd op Bette Davis, een beroemde actrice destijds die bekendstond om haar opvallende, grote ogen. Ook wordt Helen Kane als inspiratiebron genoemd.
De eerste Betty Boop-film Dizzy Dishes verscheen op 8 augustus 1930. Reeds in deze film liet zij haar bekende "boop-boop-a-doop" horen. Oorspronkelijk was Betty een weinig aantrekkelijk figuurtje, maar Max Fleischers broer Dave veranderde haar in een vrouwelijk sekssymbool, met een kort rokje, duidelijk zichtbare borsten en een klein, getuit mondje. In het filmpje Minnie the Moocher uit 1932 speelde voor het eerst de nieuwe, sexy Betty Boop. In dit filmpje illustreert Betty vooral de gelijknamige folksong, uitgevoerd door Cab Calloway en zijn orkest. Na Minnie the Moocher werden nog acht zogenaamde Talkartoons geproduceerd waarin Betty Boop met andere figuren speelde.
Betty Boop bleek zo succesvol te zijn dat de Fleischers besloten haar een eigen tekenfilmreeks te geven. In de periode 1932-1934 werden tientallen Betty Boop-filmpjes geproduceerd. Betty Boop sloot aan bij de jazzwereld uit deze tijd: Cab Calloway werkte nog drie keer samen met de Fleischers. Ook Louis Armstrong, Rudy Vallee en Don Redman hadden gastoptredens bij Betty.
In 1934 moest Betty veranderd worden als gevolg van de conservatieve Hays Code (ook bekend als de Production Code). Voortaan werd ze getekend met een lange en nauwsluitende jurk. Als gevolg hiervan daalde haar populariteit. Hoewel in de periode 1935-1939 nog een aantal Betty-filmpjes zijn gemaakt, worden die van mindere kwaliteit bevonden dan haar eerdere filmpjes.
In 1939 verscheen Betty voor het laatst: in het filmpje Rhythm on the Reservation. Hoewel het latere filmpje Yip Yip Yippy nog werd gepresenteerd als een Betty Boop-tekenfilm, speelt zijzelf hierin niet mee. In 1988 speelde zij nog een cameo in de animatie/live-actionfilm Who Framed Roger Rabbit.